# Giovanni Pietro da Cemmo
Giovanni Pietro da Cemmo (Cemmo, frazione de Capo di Ponte, XVe siècle – XVIe siècle) est un peintre italien de la haute Renaissance actif entre 1475 et 1520.

## Biographie
Giovanni Pietro da Cemmo descend d'une famille de peintres de Treviglio qui se sont installés à Cemmo, en Valcamonica, dont les membres, maître Ghirardo et maître Paroto, sont connus pour être les auteurs en 1447, d'un polyptyque pour la paroissiale de San Siro di Cemmo.
Il est l'auteur de nombreuses œuvres dans les églises des communes de la vallée.
Sa première œuvre date de 1475, lo sposalizio di Maria à l'église dell'Annunciata di Borno, comme l'atteste sa signature :  Hoc Petrus pinxit opus de Cemo Joannes 1475.

## Lieux des œuvres
- église Santa Maria Assunta de Esine
- église San Lorenzo de Berzo
- église Santa Maria Annunciata de Bienno
- église  San Rocco à Bagolino, signée Cemigena
- fresques de 1490 de la bibliothèque du couvent dei frati agostiniani (aujourd'hui salon Pietro da Cemmo) près de  San Barnaba, Brescia
- fresque de la chapelle du Saint-Sacrement de l'église Sant'Agostino, à Crema
- cycle de fresques du réfectoire du couvent Sant'Agostino

## Sources
- (it) Cet article est partiellement ou en totalité issu de l’article de Wikipédia en italien intitulé « Giovanni Pietro da Cemmo » (voir la liste des auteurs).